# Апостол, Кира
Кира Ирина Апостол (рум. Chira Irina Apostol; род. 1 июня 1960, Alexeni, Яломица), в замужестве Стоян (рум. Stoean) — румынская гребчиха, выступавшая за сборную Румынии по академической гребле в 1980-х годах. Чемпионка летних Олимпийских игр в Лос-Анджелесе, чемпионка мира, победительница и призёрка многих регат национального значения.

## Биография
Кира Апостол родилась 1 июня 1960 года в коммуне Алексени, жудец Яломица, Румыния. Занималась академической греблей в Бухаресте в столичном гребном клубе «Динамо».
Первого серьёзного успеха на взрослом международном уровне добилась в сезоне 1983 года, когда вошла в основной состав румынской национальной сборной и побывала на чемпионате мира в Дуйсбурге, откуда привезла награду серебряного достоинства, выигранную в распашных рулевых четвёрках — в финале пропустила вперёд только экипаж из Восточной Германии.
Благодаря череде удачных выступлений удостоилась права защищать честь страны на летних Олимпийских играх 1984 года в Лос-Анджелесе (будучи страной социалистического лагеря, формально Румыния бойкотировала эти соревнования по политическим причинам, однако румынским спортсменам всё же разрешили выступить на Играх частным порядком). Здесь Апостол стартовала в составе распашного четырёхместного экипажа, куда также вошли гребчихи Флорика Лаврик, Ольга Хомеги, Мария Фричою и рулевая Вьорика Йожа — в финале обошла всех своих соперниц, в том числе более чем на две секунды опередила ближайших преследовательниц из Канады, и тем самым завоевала золотую олимпийскую медаль.
После лос-анджелесской Олимпиады Кира Апостол ещё в течение некоторого времени оставалась в составе румынской национальной сборной и продолжала принимать участие в крупнейших международных регатах. Так, в 1985 году она отправилась представлять страну на мировом первенстве в Хазевинкеле, где выиграла серебряную медаль в рулевых четвёрках — пришла к финишу позади команды из ГДР.
В 1986 году, выступая под фамилией мужа Стоян, одержала победу на чемпионате мира в Ноттингеме. Вскоре по окончании этих соревнований приняла решение завершить спортивную карьеру.